# カシオ QV-10

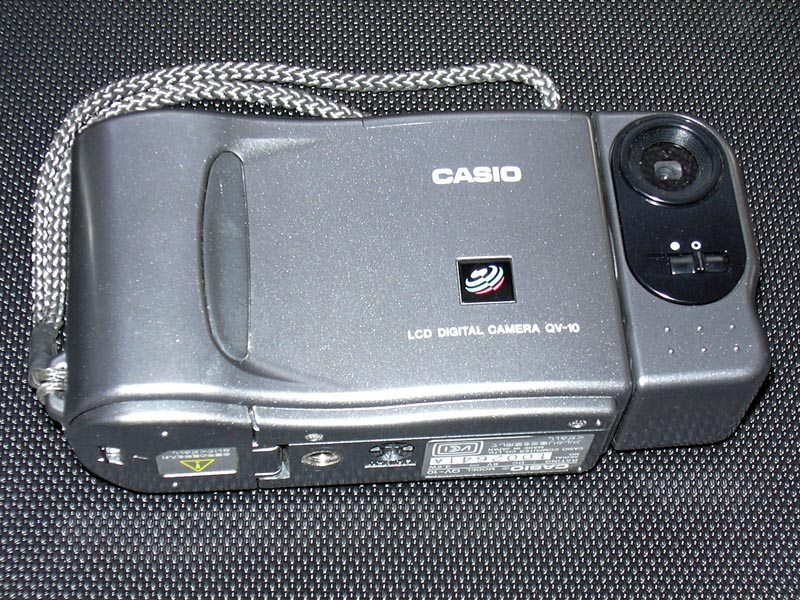
QV-10

QV-10はカシオ計算機が1994年11月14日に発表した民生向けデジタルカメラである。1995年3月10日より発売を開始した。2012年9月には国立科学博物館が認定する重要科学技術史資料（未来技術遺産）の一つに認定された。

## 概要
小型のフルデジタルカメラはQV-10以前に存在していたが（詳細はデジタルカメラの項目を参照）、本製品は以下に挙げる特徴的なスペックによって成功した。これはデジタルカメラ市場が発展する要因となった。
- 撮影画像をその場で確認できる背面の液晶パネルを世界で最初に採用した。
- パソコンと直接接続して画像を移動させる仕組み（ただし接続キット自体は別売）も備えて「撮ったその場で見られ、パソコンに取り込める」機能を有していた。また発売当時にWindows 95の登場によりパソコンおよびインターネットが流行となっていたこともこの機能を有意なものにした。
- レンズ部分を回転させられる。これは従来普及していたファインダー式のカメラでは、アイポイントで後方から覗く以外の撮り方では全て勘であったのに対し、ライブビューモニタ式をより活用できる機能と言える。
- 6万5,000円という低価格にするため、上記のように一部に意欲的な機能を盛り込んだこととは対照的に、性能面（画素数など）は割り切った設計とした。

カシオは1983年6月に携帯テレビ「TV-10」を発売してから携帯テレビを得意としており、本製品も会社が公認した正式な開発はカメラ付き液晶ポケットテレビとして始まっている。正式に開発プロジェクトが始まる前に造られた試作機はビデオデッキ並の大きさと厚みがあったが、1993年4月に「カメラ付き液晶ポケットテレビ」という形でプロジェクトチームを発足させて小型化を進めた。この製品の開発記はNHKのプロジェクトXの第90回でも取り上げられた。

### 後継機

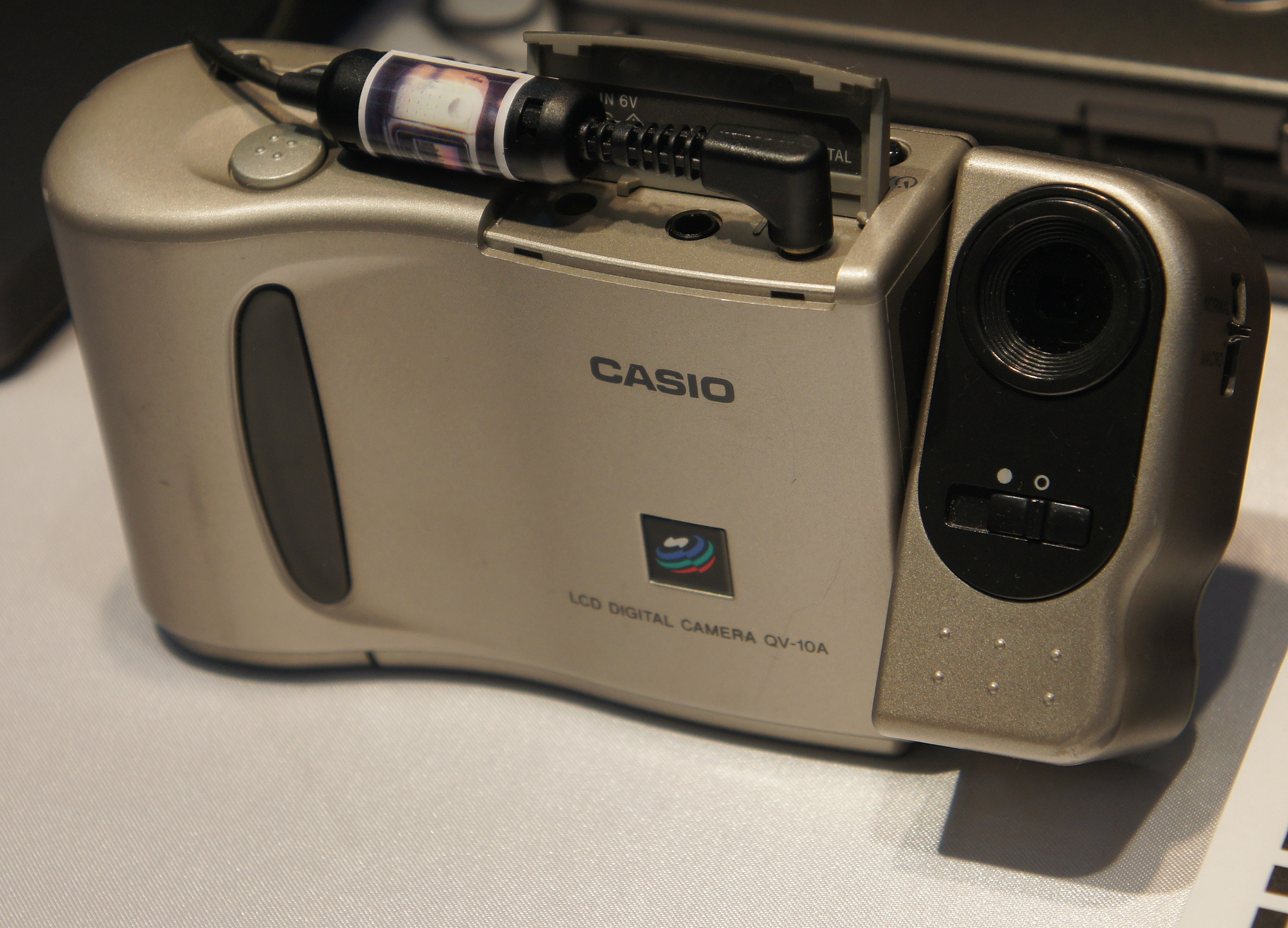
QV-10A

1996年3月15日には改良版とも呼べるQV-10Aが発売された。QV-10のガンメタルから、シャンパンゴールドにボディカラーが変更されて女性が持っていても違和感のない製品となった。初代モデルの欠点であった、撮影画像の下部が緑色になる問題が修正された。画質にも若干改良が加えられており、こちらもロングセラーとなった。
1997年2月10日にはより低価格な後継機種としてQV-11が発売された。ボディカラーがシルバーになったこと以外に変更点は少ない。
QVシリーズは、画像サイズをVGA（640×480ピクセル）に向上させたQV-100が1996年8月24日に発売されるなど、後継製品の販売が続いていたが、カシオの新しいデジタルカメラブランドは2002年6月にエクシリム（EXILIM） シリーズに切り替わった。

### 未来技術遺産への登録
2012年9月4日、渋谷のカシオ計算機ショールームに保存されている本機が、国立科学博物館により第5回重要科学技術史資料（未来技術遺産）として登録された（登録番号第00113号）。選定の理由としては、世界初のカラー液晶モニターを搭載した一般向けデジタルカメラとして、低価格と優れた携帯性・操作性によりデジタルカメラ普及のきっかけとなったことと、日本の科学技術発展の独自性を示してカメラ文化の転換点を担ったことが挙げられている。なお、カシオ計算機の未来技術遺産としては、2008年登録の「電子式卓上計算機 カシオミニ」、2009年登録の試作デジタルカメラ「DC-90（熱子/重子）」に続く3回目の登録となる。

## 商品の特性
- 当時としては小型・軽量のコンパクトタイプのデジタルカメラ。
- 1.8型のTFT液晶カラーモニターを搭載。
- 撮像素子として、1/5インチCCDイメージセンサ（総画素数25万画素）を採用。パソコンに取り込んだ後の画像サイズは320×240ドット。
- 2MBのフラッシュメモリを内蔵し、96枚まで保存可能。
- シリアルポートを経由してパソコンに取り込んで見ることができるとともに、パソコンとは双方向で画像データのやり取りが可能（パソコン取り込み用のソフト、ケーブルは別売り）。
- ビデオ出力端子があり、テレビ画面に表示させることができる。
- 4分割、9分割で複数の画像を一度に表示させることが可能。
- モニター画面の拡大閲覧可能。
- 不要な画像を簡単な操作で消去できる上、大事な写真を誤って消さないようにするためのプロテクト機能が付いていた。
- セルフタイマー（スイッチを押してから10秒程度経ってから自動的に撮影できる。その際、液晶画面は10からカウントダウンする数字が表示される）。
- カメラレンズは回転機構により、自分の顔を写す事もできた。
- 三脚穴がある（後続のコンパクトデジタルカメラには三脚穴を持たないものもあった）。
- 比較的、夜景などの暗所撮影に強かった。

## 欠点
この商品には不満な点も多く指摘された。それらはQV-10以降のデジタルカメラの発展の方向性を決定付け、標準装備として徐々に取り入れられていった。
- レンズがズームレンズでなく、単焦点。
- ストロボフラッシュが内蔵でなく、外付け連動用の端子（シンクロ接点やアクセサリーシュー）もない（ただしQV-10は比較的、暗所撮影に強かった）。
- 外部記録媒体（メディア）に保存する機能がない（パソコンへの取り込みは別売りのケーブル・連携ソフトが必要だった）。
- 「電池を飲む」といわれたほど、電池寿命が短かった（当時のアルカリ乾電池の性能も一つの要因で、ニッケル水素蓄電池を使用することで改善された）。なお、当時ペンタックスなどのカメラメーカーがデジタルカメラ市場に参入した頃は電池持続時間を延ばすべく主にフィルムカメラに使われるCR123Aというリチウム電池とアルカリ乾電池を併用できる方式をとっていた。CR123Aを使わなかった場合、QV-10よりも電池寿命がくるのが早くなってしまう。（約2枚ほど）。